# کوها (نرم‌افزار)
کوها (به انگلیسی: Koha) یک نرم‌افزار یکپارچهٔ کتابخانه‌ای است که در انواع کتابخانه‌های عمومی، مدارس و اختصاصی در سراسر جهان مورد استفاده قرار می‌گیرد. کوها یک اصطلاح به زبان مائوری به معنی هدیه و بخشش است.

## ویژگی‌ها
کوها که یک سستم مجتمع بر پایه وب می‌باشد با دیتا بیس اس کیو ال ترجیحاً بخش فهرست‌نویسی و مدیریت بر اساس مارک مرتبط شده و از طریق زد۳۹٫۵۰ قابل دسترس می‌باشد. رابط‌کاربری آن بسیار سازگار و قابل تنظیم می‌باشد و به زبان‌های مختلف دنیا ترجمه شده‌است. کوها اغلب ویژگی‌هایی را که از یک نرم‌افزار یکپارچه انتظار می‌رود را دارد، از قبیل:
- رابط کاربری ساده و راحت برای کتابداران و اعضای کتابخانه
- امکانات مختلف وب ۲ از قبیل برچسب‌ها، نظرات، به اشتراک‌گذاری و RSS خوان
- جستجوی پیشرفته
- تسهیلات فهرست نویسی مجتمع
- مدیریت امانت‌ها و گردش منابع
- سیستم سریال برای مجلات یا روزنامه‌ها
- گزارش‌دهی

## تاریخچه
کوها در سال ۱۹۹۹ توسط ارتباطات Katipo برای کتابخانه Horowhenua در نیوزیلند ساخته شده بود، و نصب و راه‌اندازی آن برای اولین بار در ژانویه سال ۲۰۰۰ صورت گرفت. در سال ۲۰۰۱ پائول پولین (paul poulain) از مارسی فرانسه شرو ع به اضافه کردن ویژگی‌های قابل‌توجه جدیدی به کوها کرد پشتیبانی برای زبان‌های متعدد در سال ۲۰۱۰، کوها از زبان اصلی خودش (انگلیسی) به زبان‌های فرانسوی، چینی، عربی و زبانهای دیگر ترجمه شد پشتیبانی از فهرست‌نویسی و جستجو بر اساس استانداردهای مارک و پروتکل زد۳۹٫۵۰ در سالهای ۲۰۰۲ به آن اضافه شد و بعدها به وسیله کتابخانه‌های عمومی شهر آتن مورد حمایت قرار گرفت در فرانسه پائول پولین BibLibre را در سال ۲۰۰۷ تأسیس کرد.
در سال ۲۰۰۵ یک شرکت در اوهایو به عنوان تاجر liblime پایه‌گذاری شد تا کوها را پشتیبانی کند. این شرکت ویژگی‌های جدید زیادی را به این نرم‌افزار اضافه نمود، از جمله پشتیبانی از zebra که ضمانت می‌شد با سیستم کتابخانه شهرستان فدرال کرافورد پشتیبانی از zebra سرعت جستجوها را هم‌زمان با اضافه شدن پشتیبانی از ده‌ها میلیون رکورد کتابشناختی افزایش بخشید.
در سال ۲۰۰۷ یک گروه از کتابخانه‌ها در ایالت ورمونت آمریکا شروع به استفاده آزمایشی از کوها نمودند. در ابتدا برای هر کتابخانه یک سیستم مجزا راه‌اندازی شد سپس سازمان کتابخانه اتوماتیک کوها (گروهی که کوها را در ایالت ورمونت توسعه می‌دادند) تصمیم گرفتند تا برای تمام کتابخانه‌ها یک پایگاه داده درست نمایند. این پایگاه داده در سال ۲۰۱۱ به اجرا درآمد ۳۷ کتابخانه انتخاب شدند تا با کوها سازگار شوند و به سیستم جدید (با پایگاه داده مشترک) نقل مکان نمایند که به وسیله bywater میزبانی و پشتیبانی می‌شد.